# Micro-région de Zalaszentgrót
La micro-région de Zalaszentgrót (en hongrois : zalaszentgróti kistérség) est une micro-région statistique hongroise rassemblant plusieurs localités autour de Zalaszentgrót.